# فرودگاه بین‌المللی ژنرال ماریانو اسکبیدو
فرودگاه بین‌المللی ژنرال ماریانو اسکبیدو (به انگلیسی: General Mariano Escobedo International Airport) (به زبان بومی: Aeropuerto Internacional Mariano Escobedo) یک فرودگاه همگانی مسافربری با کد یاتا MTY است که یک باند فرود بتن دارد و طول باند آن ۳۰۰۰ متر است. این فرودگاه در شهر مونتری کشور مکزیک قرار دارد و در ارتفاع ۳۹۰ متری از سطح دریا واقع شده‌است.

## شرکت‌های هواپیمایی و مقصدهای پروازی

### مسافری
| شرکت‌های هواپیمایی | مقصدهای پروازی |
| ----------------- | --- |
| آئرومکزیکو        | مک‌کاران، مکزیکو سیتی، اینچئون^ |
| آئرومکزیکو کانکت  | کانکون، کینتانا رو، ژنرال روبرتو فیرو ویلالوبوس، آبراهام گونزالس، دن میگوئل هیدالگو وای کوستیا، ژنرال ایگناسیو پسکویرا گارسیا، مک‌کاران، دل بایو، مک‌کاران (آغاز از ۱ سپتامبر ۲۰۱۷), لس‌آنجلس (آغاز از ۱ سپتامبر ۲۰۱۷), مکزیکو سیتی، جان اف کندی، هرمانوس سردن، کوئره‌تارو، لوس کابوس، پونچیانو آریاگا، ژنرال فرنسیسکو خاویر مینا، تیخوانا، ال آی سی. آدولفو لوپز ماتئوس فصلی: دنور |
| امریکن ایگل       | دالاس-فورت ورث، میامی |
| Calafia Airlines  | بچیگوایلاتو، منیول مارکوز دلیون |
| کوپا ایرلاینز     | توکومن |
| دلتا ایرلاینز     | هارتسفیلد-جکسون آتلانتا، متروپولیتن شهرستان وین دیترویت |
| دلتا کانکشن       | هارتسفیلد-جکسون آتلانتا، لس‌آنجلس (پایان در ۳۱ اوت ۲۰۱۷) |
| Interjet          | کانکون، کینتانا رو، آبراهام گونزالس، دن میگوئل هیدالگو وای کوستیا، خوزه مارتی، جرج بوش، مک‌کاران، دل بایو، مکزیکو سیتی، ال آی سی. آدولفو لوپز ماتئوس، سن آنتونیو |
| Magnicharters     | ژنرال خوان آلوارز، کانکون، کینتانا رو، ژنرال روبرتو فیرو ویلالوبوس، باهیاس د هواتولکو، ایکستاپا-سیواتانخو، مک‌کاران، ژنرال رافائل بولنا، اورلاندو، ال آی سی. گوستاو دیاز اورداز، لوس کابوس فصلی: کوزومل، پونتا کانا |
| TAR               | ژنرال گوادالوپ ویکتوریا، دن میگوئل هیدالگو وای کوستیا، کوئره‌تارو، پونچیانو آریاگا (آغاز از ۱۹ سپتامبر ۲۰۱۷), ژنرال فرنسیسکو خاویر مینا |
| یونایتد اکسپرس    | اوهر شیکاگو، جرج بوش |
| ویواآئروبوس       | ژنرال خوان آلوارز، کانکون، کینتانا رو، ژنرال روبرتو فیرو ویلالوبوس، آبراهام گونزالس، سیوداد اوبرگون، بچیگوایلاتو، دن میگوئل هیدالگو وای کوستیا، ژنرال ایگناسیو پسکویرا گارسیا، جرج بوش، منیول مارکوز دلیون، دل بایو، ژنرال رافائل بولنا، منیول کرسسنسیو ریجون، ژنرال رودلفو سانچز تابوادا (آغاز از ۲۲ اوت ۲۰۱۷), مکزیکو سیتی، سوسوکوتلن، هرمانوس سردن (آغاز از ۱ سپتامبر ۲۰۱۷), ال آی سی. گوستاو دیاز اورداز، لوس کابوس، ژنرال فرنسیسکو خاویر مینا، تیخوانا، آنگل الباینوو کورزو، ژنرال هریبرتو یارا، کارلووس روویروسا پرز فصلی: مک‌کاران |
| Volaris           | ژنرال خوان آلوارز، کانکون، کینتانا رو، اوهر شیکاگو، آبراهام گونزالس، کوزومل (آغاز از ۱۵ نوامبر ۲۰۱۷), دنور، دن میگوئل هیدالگو وای کوستیا، ژنرال ایگناسیو پسکویرا گارسیا، باهیاس د هواتولکو (آغاز از ۱۳ نوامبر ۲۰۱۷), منیول کرسسنسیو ریجون، ژنرال رودلفو سانچز تابوادا (آغاز از ۱۳ نوامبر ۲۰۱۷), مکزیکو سیتی، سوسوکوتلن، هرمانوس سردن، ال آی سی. گوستاو دیاز اورداز، کوئره‌تارو، لوس کابوس، ژنرال فرنسیسکو خاویر مینا، تیخوانا، ال آی سی. آدولفو لوپز ماتئوس، آنگل الباینوو کورزو، ژنرال هریبرتو یارا                                      |

Notes
- ^  The flight originates in Mexico City; Monterrey is a fuel stopover for the outbound leg. The plane is capable to fly nonstop to Mexico City on the return flight, therefore Monterrey is not a destination served by Incheon Airport.

### باری
| شرکت‌های هواپیمایی                    | مقصدهای پروازی                               |
| ------------------------------------ | -------------------------------------------- |
| Amerijet International               | مکزیکو سیتی                                  |
| AeroUnion                            | لس‌آنجلس، مکزیکو سیتی                         |
| دی‌اچ‌ال اوییشن اجرا توسط ای‌بی‌ایکس ایر | سینسیناتی/کنتاکی شمالی                       |
| Estafeta                             | ژنرال روبرتو فیرو ویلالوبوس، پونچیانو آریاگا |
| فدکس                                 | ممفیس                                        |
| MasAir                               | مکزیکو سیتی                                  |
| Regional Cargo                       | مکزیکو سیتی، کوئره‌تارو                       |
| یونایتد پارسل سرویس                  | آستین                                        |